# Paolo Zizza
Paolo Zizza (Napoli, 23 giugno 1968) è un allenatore di pallanuoto ed ex pallanuotista italiano, allenatore della Pallanuoto Trieste femminile.

## Biografia
Da giocatore vinse l'ultimo scudetto del Circolo Canottieri Napoli nel 1990 e disputò l'anno successivo la finale di Coppa dei Campioni. Con il Volturno arrivò in finale di Coppa LEN e si classificò al secondo posto in campionato mentre, passato al Posillipo, vinse una Coppa dei Campioni e uno scudetto. In Nazionale vanta un oro ai Giochi del Mediterraneo e un bronzo agli Europei 1989.
Da allenatore fino al 4 agosto 2019 ha guidato la Circolo Canottieri Napoli nella massima serie italiana. Nello stesso periodo è stato anche allenatore del settore giovanile della nazionale italiana con cui ha conquistato una medaglia di bronzo ai mondiali under-20 ed una agli europei under-17.
Nella stagione 2012-13 ha riportato il CCN Napoli in A1, vincendo la regular season di Serie A2 e tutte le partite dei play-off. Nella stagione 2016-17 riporta la Canottieri Napoli dopo 27 anni in Champions League, vincendo la finale per il terzo posto. Nel 2019 con la nazionale italiana conquista la medaglia d'argento in World League, mentre nel 2021 allena il Verona femminile. Dal 2022 è allenatore della Pallanuoto Trieste femminile, con cui nel 2024 e nel 2025 arriva in finale di Euro Cup.

## Palmarès

### Giocatore

#### Club
- Campionato italiano: 2

Canottieri Napoli: 1989-1990
Posillipo: 1995-1996
- Coppa dei Campioni/Eurolega: 1

Posillipo: 1996-1997

#### Nazionale
- Europei

Bonn 1989: 
- Giochi del Mediterraneo

Latakia 1987: 
- Universiadi

Sheffield 1991: 
Buffalo 1993: 

### Allenatore

#### Nazionale
- World League

Budapest 2019: 